# Activator (genetica)
Een transcriptionele activator is een eiwit dat de transcriptie van een gen of een groep van genen verhoogt. De meeste activators zijn DNA-bindende eiwitten. Een activator wordt door een co-activator (signaalstof) respectievelijk inductor geactiveerd.
De meeste activatoren binden aan een speciale sequentie van het DNA, dat in of dicht bij een promotor ligt. Hierdoor worden eiwit-eiwitinteracties mogelijk met het RNA-polymerase en algemene transcriptiefactoren, die zich hierdoor kunnen binden aan de promotor.

## Voorbeeld
De lac-onderdrukker (lac repressor) is een enzym dat de afbraak van lactose tegenhoudt zolang er voor de bacterie voldoende glucose aanwezig is. Wanneer de glucose opraakt en er veel lactose aanwezig is wordt de lac-onderdrukker uitgeschakeld en komt de omzetting van lactose in glucose door het lac-operon opgang.
Het catabolite activator protein (katabolische activator-proteïne) (CAP; ook wel cAMP receptor proteïne (CRP) of cAMP activator proteïne genoemd) activeert als transcriptiefactor de transcriptie op het lac-operon van de bacterie Escherichia coli. Bij gebrek aan glucose maar wel voldoende aanwezige lactose wordt het cyclisch adenosinemonofosfaat (cAMP) aangemaakt, dat zich vervolgens bindt aan het CAP. Dit veroorzaakt een verandering van het DNA waardoor het CAP zich naast de lac-promotor aan het DNA kan binden. Het CAP zorgt er vervolgens voor dat het RNA-polymerase zich aan de lac-promotor kan binden.

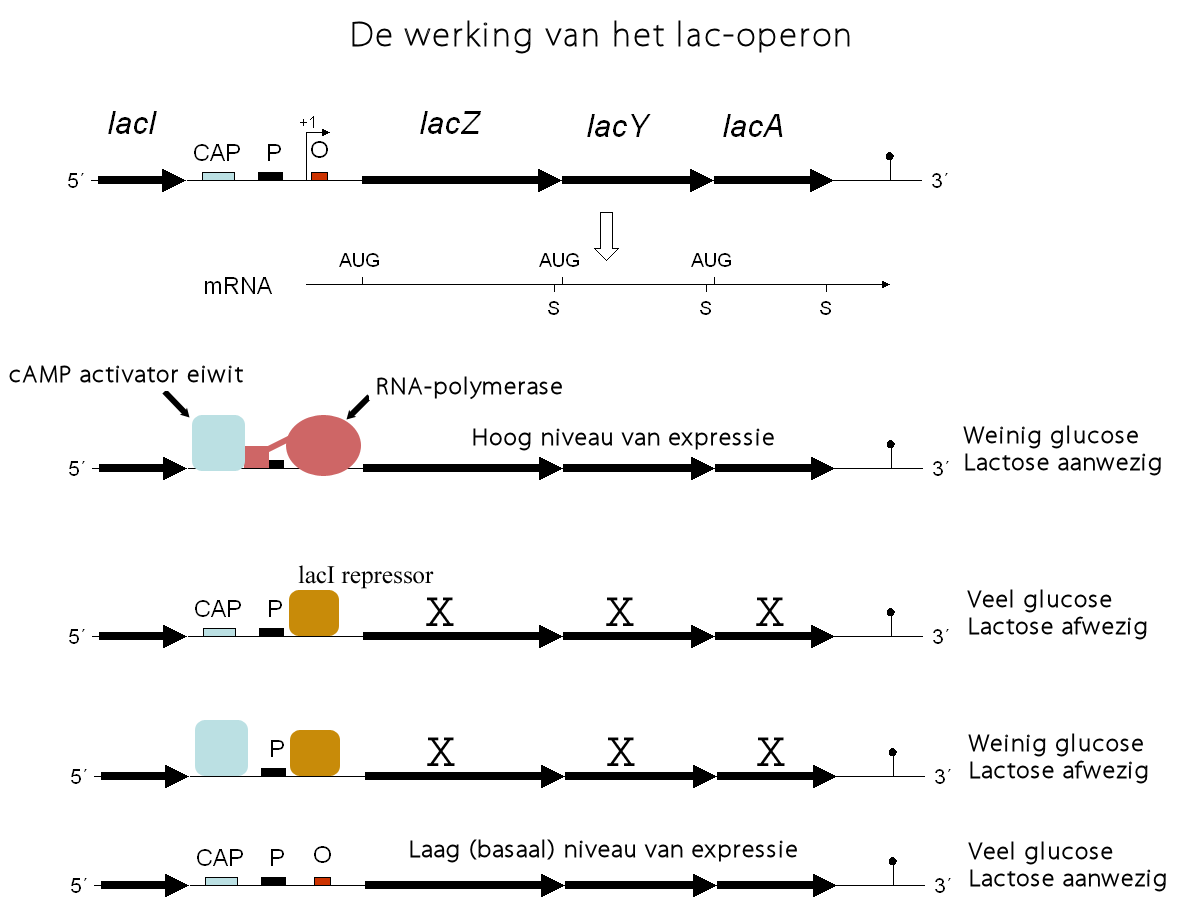
Werking lac-operon. P = Promotor; O = Operator